# Naruto Shippuden: Ultimate Ninja Storm Generations
Naruto Shippuden: Ultimate Ninja Storm Generations, conocido en Japón como Naruto Shippuden: Narutimate Storm Generations (NARUTO－ナルト－疾風伝 ナルティメットストーム ジェネレーション?), es un videojuego perteneciente a la saga Naruto: Ultimate Ninja, desarrollado por CyberConnect2 y distribuido por Namco Bandai, lanzado exclusivamente para PlayStation 3 y Xbox 360. Está basado en la famosa serie manga Naruto  y del anime Naruto shippuden de Masashi Kishimoto. El videojuego contiene los personajes de los otros juegos de la saga; Naruto: Ultimate Ninja Storm y Naruto Shippūden: Ultimate Ninja Storm 2. Su lanzamiento al mercado ocurrió entre el 23 de febrero en Japón, 13 de marzo en Norteamérica y el 30 de marzo en Europa de 2012.

## Personajes disponibles
- Asuma Sarutobi
- Chiyō
- Chōji Akimichi
- Chōji Akimichi (Shippuden)
- Danzō Shimura
- Deidara
- Gaara
- Gaara (Shippuden)
- Haku
- Hashirama Senju
- Hidan
- Hinata Hyūga
- Hinata Hyūga (Shippuden)
- Hiruzen Sarutobi
- Ino Yamanaka
- Ino Yamanaka (Shippuden)
- Itachi Uchiha
- Jiraiya
- Jūgo
- Kabuto Yakushi
- Kakashi Hatake
- Kakashi Hatake (niño)
- Kakuzu
- Kankurō
- Kankurō (Shippuden)
- Karin
- Kiba Inuzuka
- Kiba Inuzuka (Shippuden)
- Killer Bee
- Kimimaro Kaguya
- Kisame Hoshigaki
- Konan
- Kurenai Yūhi
- Mei Terumi
- Might Guy
- Minato Namikaze
- Nagato
- Naruto Uzumaki
- Naruto Uzumaki (Shippuden)
- Neji Hyūga
- Neji Hyūga (Shippuden)
- Obito Uchiha
- Orochimaru
- Rock Lee
- Rock Lee (Shippuden)
- Sai
- Sakura Haruno
- Sakura Haruno (Shippuden)
- Sasori
- Sasuke Uchiha
- Sasuke Uchiha (Shippuden)
- Tobirama Senju
- Shikamaru Nara
- Shikamaru Nara (Shippuden)
- Shino Aburame
- Shino Aburame (Shippuden)
- Suigetsu
- Temari
- Temari (Shippuden)
- Tenten
- Tenten (Shippuden)
- Tobi
- Tsunade
- Zabuza Momochi

## Banda sonora
El videojuego también lanzó su propia banda sonora. Está compuesta por los siguientes temas:
- 01. Opening 1:33
- 02. Sorrowful Eyes 2:03
- 03. Earth-shaking Matter 2:43
- 04. Crimson Spiral & Black Thunder 2:53
- 05. A Time Of Fresh Wind 1:40
- 06. Battle In The Sand 2:34
- 07. Sakura's Good Fight 2:37
- 08. Acquaintance From Long Ago 3:22
- 09. Paces Towards Death 3:28
- 10. Lightless Struggle 2:59
- 11. White-Hot Battle At The Summit 2:36
- 12. Storms Of War In The Ninja World 0:36
- 13. Separate Paths 1:40
- 14. Clash Of Rivales 2:43
- 15. "The Tale Of Killer Bee" Opening 0:57
- 16. "The Tale Of Killer Bee" VS Guy 0:31
- 17. "The Tale Of Killer Bee" VS Sasuke 0:29
- 18. "The Tale Of Killer Bee" VS Kisame 0:33
- 19. "The Tale Of Killer Bee" Ending 0:58